# Михневич, Геннадий Викторович
Геннадий Викторович Михневич (1917—1971) — советский учёный в области электроэнергетики, доктор технических наук, директор Энергетического института им. Г. М. Кржижановского. Член КПСС с 1944 г.

## Биография
Родился 9 сентября 1917 т. в Твери.
В 1941 г. после окончания Московского горного института (электромеханический факультет) призван в РККА. Участвовал в боях на Украинском и Белорусском фронтах.
С 1945 г. и до последних дней жизни работал в Энергетическом институте им. Г. М. Кржижановского: младший научный сотрудник, с 1952 г. (после защиты кандидатской диссертации) учёный секретарь, в 1954—1961 старший научный сотрудник, с 1962 г. — заместитель директора, в 1971 г. — директор.
Доктор технических наук (1964), тема диссертации «Синтез структуры системы автоматического регулирования синхронных машин».
Автор научных работ в области теории автоматического регулирования энергетических систем.
Автор вышедшей в 1964 г. монографии «Синтез структуры системы автоматического регулирования возбуждения синхронных машин».
В последние годы жизни работал над созданием сверхпроводящих линий электропередач. Под его руководством и при непосредственном участии впервые в СССР создана физическая модель сверхпроводящей линии.
Награжден орденом Ленина и медалями.
Скоропостижно умер 21 сентября 1971 г. Похоронен на 7 участке Введенского кладбища.
Сочинения:
- Синтез структуры системы автоматического регулирования возбуждения синхронных машин [Текст] / Акад. наук СССР. Гос. производ. ком. по энергетике и электрификации СССР. - Москва : Наука, 1964. - 232 с. : ил.; 27 см.
- Введение в динамику синхронных машин и машинно-полупроводниковых систем [Текст] / Ш. И. Лутидзе, Г. В. Михневич, В. А. Тафт. - Москва : Наука, 1973. - 336 с. : ил.; 22 см.
- Устойчивость и качество переходных процессов системы регулирования возбуждения многоагрегатной электростанции [Текст] / Г. В. Михневич, Г. Ф. Козловский ; Акад. наук СССР. Энергет. ин-т им. Г. М. Кржижановского. - Москва : Изд-во Акад. наук СССР, 1960. - 99 с. : черт.; 22 см.
- Михневич Г.В. Синтез структуры системы автоматического регулирования возбуждения синхронных машин. М.: Высш. шк., 1978. 222 с.
- Введение в динамику синхронных машин и машинно-полупроводниковых систем / Лутидзе Ш. И., Михневич Г. В., Тафт В. А. — М., 1973. — 538 с.